# Петар Божовић
Петар Божовић (Земун, 22. мај 1946) српски је филмски, позоришни и телевизијски глумац.

## Биографија
Студирао је италијански језик, а глуму је дипломирао на Факултету драмских уметности, на класи проф. Предрага Бајчетића.
Током вишедеценијске каријере одиграо је близу двеста филмских и ТВ улога, у сарадњи са најзначајнијим југословенским редитељима - од Здравка Велимировића, Пурише Ђорђевића, Душана Макавејева, Крста Папића, Лордана Зафрановића, Срђана Карановића, Горана Паскаљевића, Рајка Грлића, Горана Марковића, Срђана Драгојевића, Мирослава Момчиловића, Стевана Филиповића... Ипак, најупечатљивије ликове по којима га памти публика  остварио је у филмовима Живка Николића. Остао је незабораван и ушао у филмске антологије као Зељо у Чуду невиђеном, Ђорђе "Жорж" у Лепоти порока, Начелник Максим у трагикомедији У име народа, доктор за љубавне проблеме у филму 'Чекај ме, ја сигурно нећу доћи, Атифага у филму Нож, Слоба у филму Лепа села лепо горе и инспектор Тртовић у филму Бумеранг.
Остварио је запажене улоге и у позоришту. Играо је на сценама свух београдских позоришта, а у периоду од 1. септембра 1984. до 1. фебруара 1994. био је члан Народног позоришта у Београду. После 25 година се вратио у ово позориште улогом Ахмеда у представи „Хасанагиница”. Ипак, најпознатији је по својим монодрамама, "Рече ми један човек". "Ћераћемо се још" и "Кад будем млађи", које изводи по текстовима Матије Бећковића.
Био је ожењен глумицом Марином Кољубајевом.

## Награде
Добитник је многобројних награда и признања, као што су: Награда Павле Вуисић за изузетан допринос уметности глуме на домаћем филму (2011), Златни печат за изузетан допринос филмској уметности, две Стеријине награде за улоге у представама "Камен за под главу" (1978) и "Каролина Нојбер" (1999), Статуета Ћуран за улогу у представи "Хамлет из Мрдуше Доње" (1989), и других.
2018: Награда Браћа Карић
Године 2020. добио је престижну награду Добричин прстен, која се додељује врхунским глумцима за животно дело. Награда му је свечано уручена у фебруару 2021.
На фестивалу Кустендорф му је 2022. додељена награда „Дрво живота" за будуће филмове.

## Филмографија
| Год.        | Назив                                   | Улога                          |
| ----------- | --------------------------------------- | ------------------------------ |
| 1960-е      |                                         |                                |
| 1968.       | Има љубави, нема љубави                 |                                |
| 1968.       | Горски цар                              |                                |
| 1968.       | У раскораку                             | Велиша Јездић                  |
| 1968.       | Максим нашег доба                       |                                |
| 1969.       | Лака лова                               |                                |
| 1970-е      |                                         |                                |
| 1970.       | Удовиштво госпође Холројд               |                                |
| 1970.       | Ђидо                                    | Здравко                        |
| 1970.       | Драга Ирена!                            | Марко                          |
| 1971.       | Велики посао                            |                                |
| 1972.       | Дервиш и смрт                           | Мула Јусуф                     |
| 1972.       | Сиранов дуг                             | Сирано                         |
| 1973.       | Со                                      |                                |
| 1973.       | Прослава (ТВ филм)                      |                                |
| 1973.       | Лептирица                               | Страхиња                       |
| 1974.       | Поленов прах                            |                                |
| 1974.       | Заклетва                                |                                |
| 1974.       | Провод (ТВ)                             | Гидни                          |
| 1974.       | Породични оркестар                      |                                |
| 1974.       | Димитрије Туцовић (ТВ серија)           | Душан Поповић                  |
| 1975.       | Павле Павловић                          | представник штрајкача          |
| 1976.       | Озрачени                                |                                |
| 1976.       | На путу издаје                          | Иследник                       |
| 1976.       | Четири дана до смрти                    |                                |
| 1976.       | Грлом у јагоде                          | Јоца-Куца                      |
| 1977.       | Црни дани                               | Краљ Александар I Карађорђевић |
| 1977.       | Рањени орао                             | Мишо Ђуровић                   |
| 1977.       | 67. састанак Скупштине Кнежевине Србије |                                |
| 1977.       | Више од игре                            | Данило Живић                   |
| 1977.       | Никола Тесла                            | Сава Косановић                 |
| 1978.       | Томо Бакран                             | Виктор Кунеј                   |
| 1978.       | Седам плус седам (ТВ серија)            | Петар                          |
| 1978.       | Поглед у ноћ                            |                                |
| 1978.       | Молијер                                 |                                |
| 1978.       | М. В.                                   | Машан Вукелић                  |
| 1979.       | Иван Горан Ковачић                      |                                |
| 1980-е      |                                         |                                |
| 1980.       | Тајна Николе Тесле                      | Никола Тесла                   |
| 1981.       | Последњи чин                            |                                |
| 1981.       | Светозар Марковић                       | Јеврем Марковић                |
| 1982.       | 13. јул                                 | Стеван                         |
| 1982.       |                                         | Роки                           |
| 1983.       | Снохватице                              | Јаша Игњатовић                 |
| 1984.       | Чудо невиђено                           | Зељо                           |
| 1985.       | Тајванска канаста                       | Пеђа                           |
| 1986.       | Отац и син                              |                                |
| 1986.       | Смешне и друге приче (ТВ серија)        | Момчило Илић, агроном          |
| 1986.       | Покондирена тиква                       | Митар                          |
| 1986.       | Лепота порока                           | Жорж                           |
| 1986.       | Вечерња звона                           | Стјепан К.                     |
| 1987.       | Већ виђено                              | Столе                          |
| 1987.       | Место сусрета Београд                   | Игуман                         |
| 1987.       | У име народа                            | Максим                         |
| 1987.       | Вук Караџић                             | Ђорђе Ћурчија                  |
| 1988.       | Вечерња звона (ТВ серија)               | Стјепан К.                     |
| 1988.       | Руди                                    |                                |
| 1988.       | Браћа по матери                         | Веселинов стриц                |
| 1988.       | Балкан експрес 2                        | Божић                          |
| 1989.       | Силе у ваздуху (ТВ)                     | Миле                           |
| 1989.       | Недељом од девет до пет                 | Режисер Аца                    |
| 1989.       | Масмедиологија на Балкану               | Благоје                        |
| 1989.       | Чудо у Шаргану (ТВ)                     | Танаско                        |
| 1989.       | Атоски вртови - преображење             | Криминалац                     |
| 1989.       | Сеобе                                   | Фелдмаршал фон Беренклау       |
| 1989.       | Балкан експрес 2                        | Божић                          |
| 1990-е      |                                         |                                |
| 1990.       | Балканска перестројка                   | Благоје                        |
| 1990.       | Последњи валцер у Сарајеву              | Виктор Ивањук                  |
| 1990.       | Playroom                                | Јелко                          |
| 1991.       | Ноћ у кући моје мајке                   | Валенса                        |
| 1991.       | Апис                                    |                                |
| 1991.       | Чаруга                                  | Жандар Гиле                    |
| 1992.       | Црни бомбардер                          | инспектор Бешевић              |
| 1992-1993.  | Волим и ја неранџе... но трпим (серија) | Гаврило                        |
| 1993.       | Горила се купа у подне                  | Трандафил                      |
| 1995.       | Сложна браћа                            | Мањина Лиска                   |
| 1995.       | Тераса на крову                         | Јеремија Крекић „Џими Крек“    |
| 1996.       | Иван                                    | Просветљивач                   |
| 1996.       | Лепа села лепо горе                     | Слоба                          |
| 1996.       | Довиђења у Чикагу                       | Инспектор                      |
| 1997.       | Три летња дана                          | Ерке                           |
| 1999.       | У име оца и сина                        | Живко Лакић                    |
| 1999.       | Нож                                     | Сабахудинага/Атифага Тановић   |
| 2000-е      |                                         |                                |
| 2000.       | Горски вијенац                          | Игуман Стефан                  |
| 2001.       | Бумеранг                                | Инспектор Тртовић              |
| 2002.       | Мала ноћна музика                       | Луиђи                          |
| 2003.       | Сироти мали хрчки 2010                  | Други службеник                |
| 2003.       | Казнени простор 2                       | Власник кафића                 |
| 2005.       | Бал-Цан-Цан                             | Саво                           |
| 2005.       | Поглед са Ајфеловог торња               | Говорник на сахрани            |
| 2005.       | Балканска браћа                         | Митар                          |
| 2006.       | Шејтанов ратник                         | Зулфикар                       |
| 2006.       | Оптимисти                               | Инспектор                      |
| 2007.       | Хамлет                                  | Клаудије                       |
| 2007.       | Црни Груја и камен мудрости             | султан                         |
| 2007.       | Коњи врани                              | Шеф откупне станице            |
| 2008.       | Милош Бранковић                         | Барац                          |
| 2008.       | Мој рођак са села                       | Учитељ Црнић                   |
| 2009.       | Чекај ме, ја сигурно нећу доћи          | Миленко                        |
| 2009.       | Медени месец                            | Верин отац                     |
| 2009.       | Јесен стиже, дуњо моја (ТВ серија)      | шеф откупне станице            |
| 2010-е      |                                         |                                |
| 2010.       | Крик (кратки филм)                      | Господин Н.                    |
| 2012.       | Тајна нечисте крви                      | Патријарх Димитрије            |
| 2012.       | Устаничка улица                         | Грбави                         |
| 2013.       | Артиљеро                                | Ћале                           |
| 2014        | Мали Будо                               | Божо                           |
| 2014.       | Дечаци из улице Маркса и Енгелса        | таксиста                       |
| 2014.       | Пети лептир                             | Витомир                        |
| 2015        | Смрдљива бајка                          | Краљ клошара                   |
| 2016.       | Дневник машиновође                      | Поп                            |
| 2017.       | Месо (ТВ серија)                        | Зељо                           |
| 2018.       | Месо (филм)                             | Зељо                           |
| 2019.       | Пет                                     | Сова                           |
| 2019.       | Пијавице (филм)                         | Јован                          |
| 2019.       | Дохвати небо                            |                                |
| 2019.       | Далеко је Холивуд                       | Линдо                          |
| 2020-е      |                                         |                                |
| 2020.       | Рече ми један чоек                      |                                |
| 2021.       | Три мушкарца и тетка                    | Пуриша Перовић Ћећо            |
| 2021.       | Феликс (ТВ серија)                      | Алимпије                       |
| 2021.       | Дуг мору                                | стари капетан                  |
| 2022.       | Убице мог оца                           | Жеравица                       |
| 2022.       | Чудотворац Тумански                     | Марко                          |
| 2022.       | Сложна браћа — Next Đeneration          | Мањина                         |
| 2023.       | Уста пуна земље                         | Јоксим                         |
| 2023.       | Циклус                                  |                                |
| 2023.       | Хероји Халијарда                        | Костин отац                    |
| 2023.       | Ваздушни мост                           | Костин отац                    |
| 2024.       | Мегдан:између воде и ватре              | Лујо                           |
| 2024.       | Отворена врата                          | Теча Нићифор                   |
| надолазећи. | Апсурдни експеримент                    |                                |
| надолазећи. | Златни рез 42                           |                                |

## Фестивали
Сабор народне музике Србије, Београд:
- Остају само дјела (са Александром Дулићем), 2024